# Landkreis Tetschen-Bodenbach

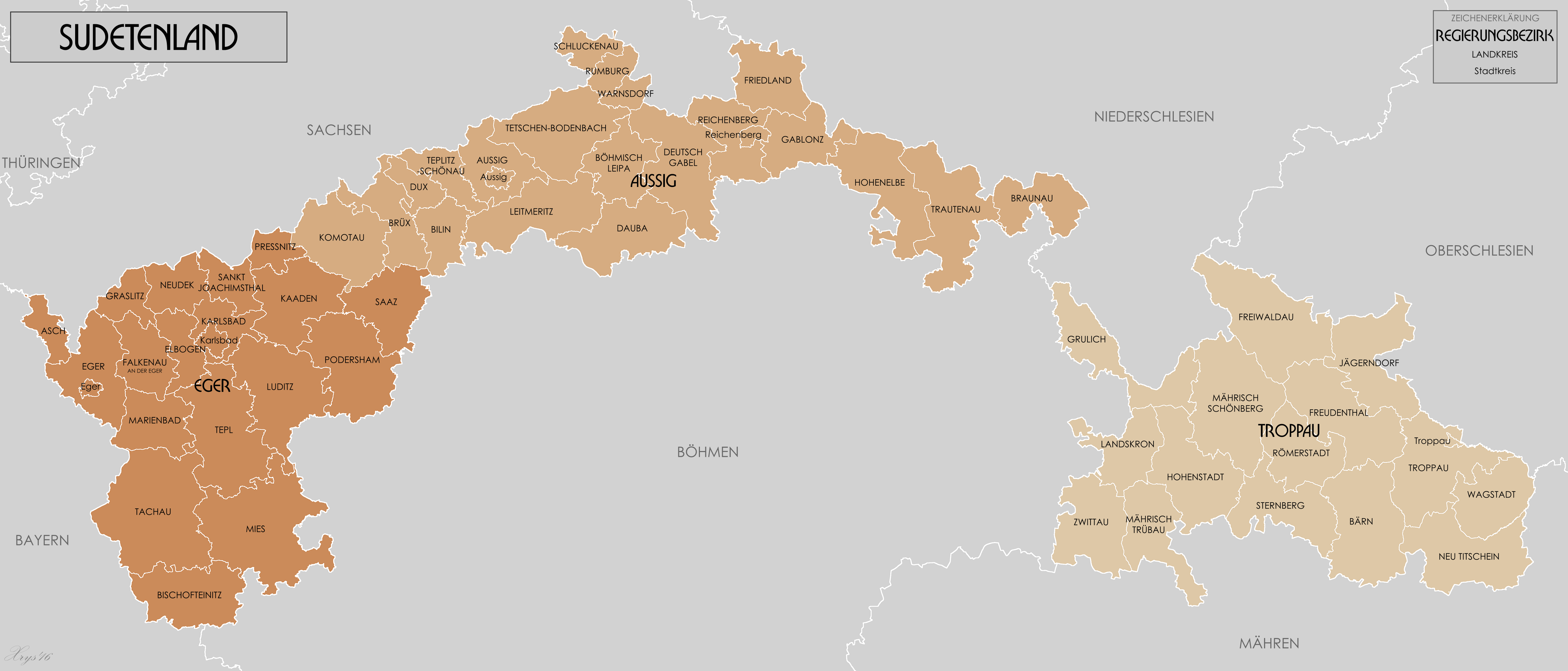
Verwaltungskarte des Reichsgaus Sudetenland

Der deutsche Landkreis Tetschen-Bodenbach (bis 1942: „Tetschen“) bestand in der Zeit zwischen 1938 und 1945. Er umfasste am 1. Januar 1945 fünf Städte:
- Bensen
- Böhmisch Kamnitz
- Stein-Schönau
- Tetschen-Bodenbach
- Wernstadt

und 81 weitere Gemeinden.
Das Gebiet des Landkreises Tetschen-Bodenbach hatte am 1. Dezember 1930 insgesamt 125.928 Einwohner. Am 17. Mai 1939 waren es 118.118 und am 22. Mai 1947 umfasste es 80.936 Bewohner.

## Verwaltungsgeschichte

### Tschechoslowakei / Deutsche Besatzung
Vor dem Münchner Abkommen vom 29. September 1938 gehörte der politische Bezirk Děčín zur Tschechoslowakei. In der Zeit vom 1. bis 10. Oktober 1938 besetzten deutsche Truppen das Sudetenland. Der politische Bezirk Děčín trug fortan die frühere deutsch-österreichische Bezeichnung Tetschen. Er umfasste die Gerichtsbezirke Bensen, Böhmisch Kamnitz und Tetschen. Seit dem 20. November 1938 führte der politische Bezirk Tetschen die Bezeichnung „Landkreis“. Er unterstand bis zu diesem Tage dem Oberbefehlshaber des Heeres, Generaloberst von Brauchitsch, als Militärverwaltungschef.

### Deutsches Reich
Am 21. November wurde das Gebiet des Landkreises Tetschen förmlich in das Deutsche Reich eingegliedert und kam zum Verwaltungsbezirk der Sudetendeutschen Gebiete unter dem Reichskommissar Konrad Henlein. 
Sitz der Kreisverwaltung wurde die Stadt Tetschen. 
Ab 15. April 1939 galt das Gesetz über den Aufbau der Verwaltung im Reichsgau Sudetenland (Sudetengaugesetz). Danach kam der Landkreis Tetschen zum Reichsgau Sudetenland und wurde dem neuen Regierungsbezirk Aussig zugeteilt.
Zum 1. Mai 1939 wurde eine Neugliederung der teilweise zerschnittenen Kreise im Sudetenland verfügt. Danach blieb der Landkreis Tetschen in seinen bisherigen Grenzen erhalten. 
Seit dem 12. Februar 1943 trug der Landkreis den Namen Tetschen-Bodenbach. Bei diesem Zustand blieb es bis zum Ende des Zweiten Weltkriegs.

### Tschechoslowakei / Tschechische Republik
Seit dem Jahr 1945 gehörte das Gebiet bis zu ihrer Auflösung zur Tschechoslowakei; die Deutschen wurden aufgrund der Beneš-Dekrete vertrieben. Heute ist es ein Teil der Tschechischen Republik.

## Landrat
1939–1945: Ernst Ender

## Kommunalverfassung
Bereits einen Tag vor der förmlichen Eingliederung in das Deutsche Reich, nämlich am 20. November 1938, wurden alle Gemeinden der Deutschen Gemeindeordnung vom 30. Januar 1935 unterstellt, welche die Durchsetzung des Führerprinzips auf Gemeindeebene vorsah. Es galten fortan die im bisherigen Reichsgebiet üblichen Bezeichnungen, nämlich statt:
- Ortsgemeinde: Gemeinde,
- Marktgemeinde: Markt,
- Stadtgemeinde: Stadt,
- Politischer Bezirk: Landkreis.

## Ortsnamen
Es galten die bisherigen Ortsnamen weiter, und zwar in der deutsch-österreichischen Fassung von 1918. Allerdings ergab sich eine Änderung durch den Zusammenschluss der Städte Bodenbach und Tetschen und der Gemeinde Altstadt zum 1. Oktober 1942. Diese neue Stadt erhielt den Doppelnamen „Tetschen-Bodenbach“.